# Пристань Яренск
Пристань Яренск — деревня в Ленском районе Архангельской области. Входит в состав Сафроновского сельского поселения.

## География
Находится в юго-восточной части Архангельской области на расстоянии приблизительно 3 км на юго-восток по прямой от административного центра района села Яренск на северном берегу старицы Вычегды.

## История
Упоминалась уже только в 1969 году.

## Население
Численность населения: 8 человек (русские 100 %) в 2002 году, 3 в 2010.